# Jelení důl
Jelení důl (niem. Löwengrund) – dolina w Sudetach Zachodnich, w czeskiej części pasma Karkonoszy.

## Położenie i charakterystyka
Dolina położona jest po czeskiej stronie Karkonoszy, w ich północno-wschodniej części, pomiędzy masywem Jelení hory na północy a masywem Pěnkavčí vrchu na południu. Stanowi dolny fragment doliny Lví důl, o długości ok. 1 km. Zaczyna się w miejscu, gdzie dochodzi od południowego zachodu dolina, którą płynie Messnerova strouha, a kończy w miejscowości Malá Úpa, w miejscu zwanym Spálený Mlýn, gdzie dochodzi do doliny Malé Úpy.

## Wody
Dnem doliny płynie Jelení potok.

## Geologia
Dolina i jej otoczenie leży na obszarze zbudowanym ze skał metamorficznych, należących do metamorfiku południowych Karkonoszy.

## Roślinność
Większa część doliny jest zalesiona. Na zboczach znajdują się nieliczne polany.

## Ochrona przyrody
Cały obszar doliny i jej otoczenia leży w obrębie czeskiego Karkonoskiego Parku Narodowego (czes. Krkonošský národní park, KRNAP)

## Zagospodarowanie
Dnem doliny biegnie droga z miejscowości Malá Úpa, od miejsca Spálený Mlýn, która w górnej części Lví důlu zawraca, trawersując zachodnie i południowe zbocza Jelení hory dochodzi do przysiółka Šímovy Chalupy.

## Turystyka
Przez dolinę nie biegną żadne szlaki turystyczne. W ostatnich latach wyznaczono   żółty szlak turystyczny ze Spáleného Mlýna do Horní Malé Úpy (Pomezní Boudy), ale wkrótce go zlikwidowano.